# State Grid Corporation of China
A State Grid Corporation of China (SGCC) egy kínai állami vállalat, amely egész Kínában egyetemes áramszolgáltató. A világon a legnagyobb közszolgáltató cég. 2002-ben alapították pekingi központtal, körülbelül egy millió embert foglalkoztat.
Leányvállalatai vannak: Észak-Kínában, Északkelet-Kínában, Kelet-Kínában, Közép-Kínában, Északnyugat-Kínában.
2010-ben  nagymértékű beruházásokat hajtott végre Malajziában.